# Stazione meteorologica di Maratea
La stazione meteorologica di Maratea è la stazione meteorologica di riferimento relativa alla località di Maratea.

## Coordinate geografiche
La stazione meteorologica è situata nell'Italia meridionale, in Basilicata, in provincia di Potenza, nel comune di Maratea, a 300 metri s.l.m. e alle coordinate geografiche 39°59′N 15°43′E.

## Dati climatologici
Secondo i dati medi del trentennio 1961-1990, la temperatura media del mese più freddo, gennaio, si attesta a +8,7 °C, mentre quella del mese più caldo, agosto, è di +23,4 °C .
| Maratea            | Mesi | Mesi | Mesi | Mesi | Mesi | Mesi | Mesi | Mesi | Mesi | Mesi | Mesi | Mesi | Stagioni | Stagioni | Stagioni | Stagioni | Anno |
| Maratea            | Gen  | Feb  | Mar  | Apr  | Mag  | Giu  | Lug  | Ago  | Set  | Ott  | Nov  | Dic  | Inv      | Pri      | Est      | Aut      | Anno |
| ------------------ | ---- | ---- | ---- | ---- | ---- | ---- | ---- | ---- | ---- | ---- | ---- | ---- | -------- | -------- | -------- | -------- | ---- |
| T. max. media (°C) | 12,0 | 12,2 | 14,3 | 17,0 | 20,9 | 25,1 | 28,2 | 28,5 | 25,9 | 21,6 | 17,0 | 14,0 | 12,7     | 17,4     | 27,3     | 21,5     | 19,7 |
| T. min. media (°C) | 5,4  | 5,3  | 7,0  | 8,9  | 12,2 | 15,7 | 18,2 | 18,2 | 16,2 | 12,8 | 9,6  | 7,0  | 5,9      | 9,4      | 17,4     | 12,9     | 11,4 |